# Неспящие (фильм)
«Неспящие» (англ. Awake) — американский научно-фантастический триллер, режиссёра Марка Расо, сценарий он написал вместе с Джозефом Расо и Грегори Пуарье. В главных ролях Джина Родригес, Дженнифер Джейсон Ли, Барри Пеппер. Премьера фильма состоялась на Netflix 9 июня 2021 года.

## Сюжет
После того, как разрушительное глобальное событие уничтожило всю электронику и лишило людей возможности спать, Джилл, бывшая военнослужащая, возможно, нашла решение вместе со своей дочерью.

## В ролях
- Джина Родригес — Джилл, мать Матильды
- Дженнифер Джейсон Ли — доктор Мёрфи
- Барри Пеппер — пастор
- Финн Джонс — Брайан
- Шамьер Андерсон — Додж
- Ариана Гринблатт — Матильда, дочь Джилл
- Фрэнсис Фишер — Дорис
- Себастьян Пиготт — Кларенс
- Гил Беллоуз — доктор Кац
- Алекс Хаус — солдат со шрамом на лице

## Производство
В мае 2019 года стало известно, что Джина Родригес присоединилась к актёрскому составу фильма, а Марк Расо поставит фильм по сценарию, написанному совместно с Джозефом Расо и Грегори Пуарье, распространением фильма займется Netflix. В августе 2019 года к актёрскому составу фильма присоединились Дженнифер Джейсон Ли, Барри Пеппер, Финн Джонс, Шемьер Андерсон, Ариана Гринблатт, Фрэнсис Фишер, Люциус Хойос и Гил Беллоуз.
Съёмки начались в августе 2019 года.

## Отзывы
Фильм получил в целом негативные отзывы критиков. На сайте-агрегаторе Rotten Tomatoes картина имеет рейтинг 27% на основании 49 критических отзывов. На сайте Metacritic рейтинг фильма составляет 35 из 100 на основании 13 отзывов.